# Idioma galés en Chubut

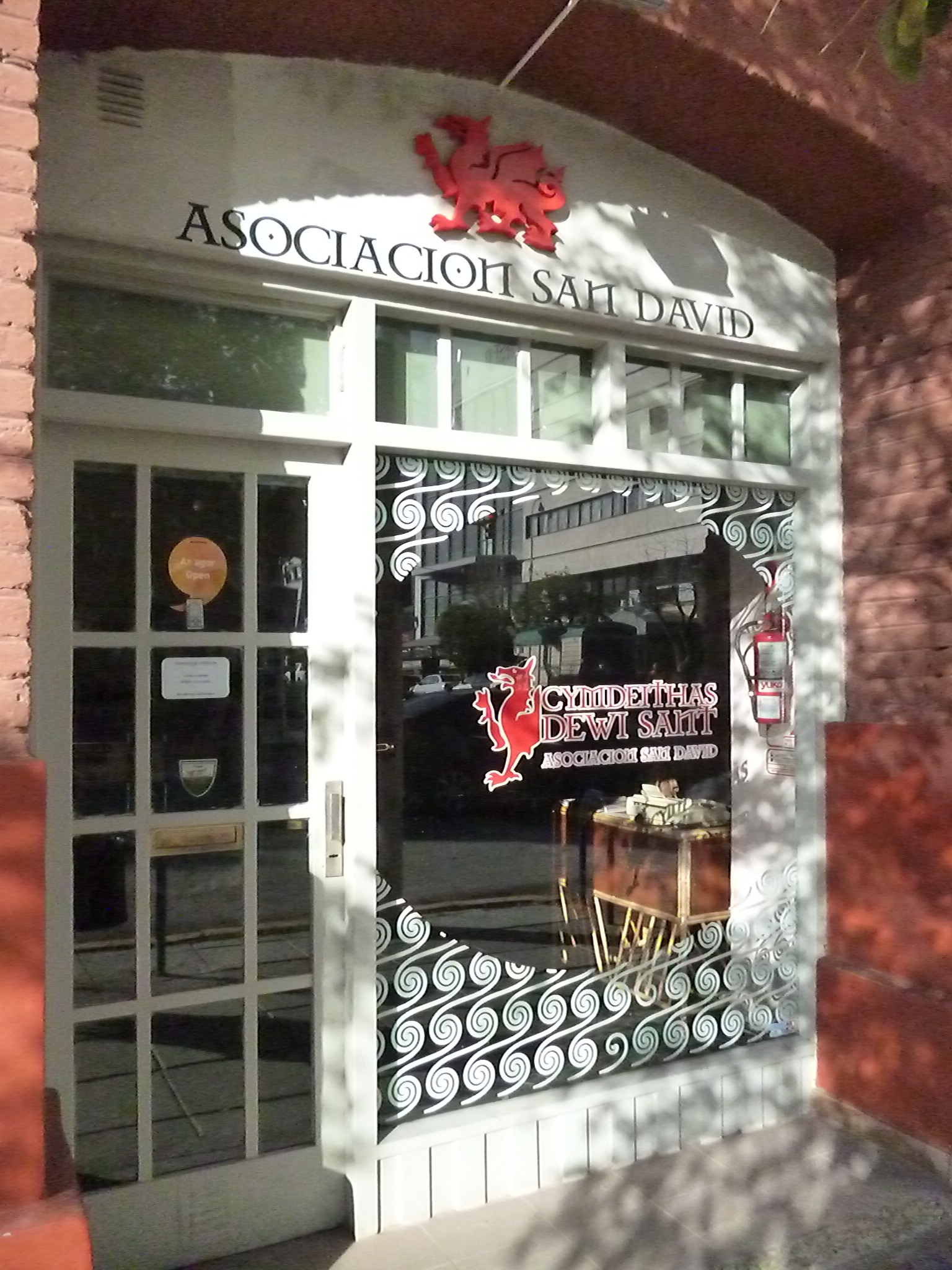
Sede de la Asociación San David. En galés: Cymdeithas Dewi Sant.

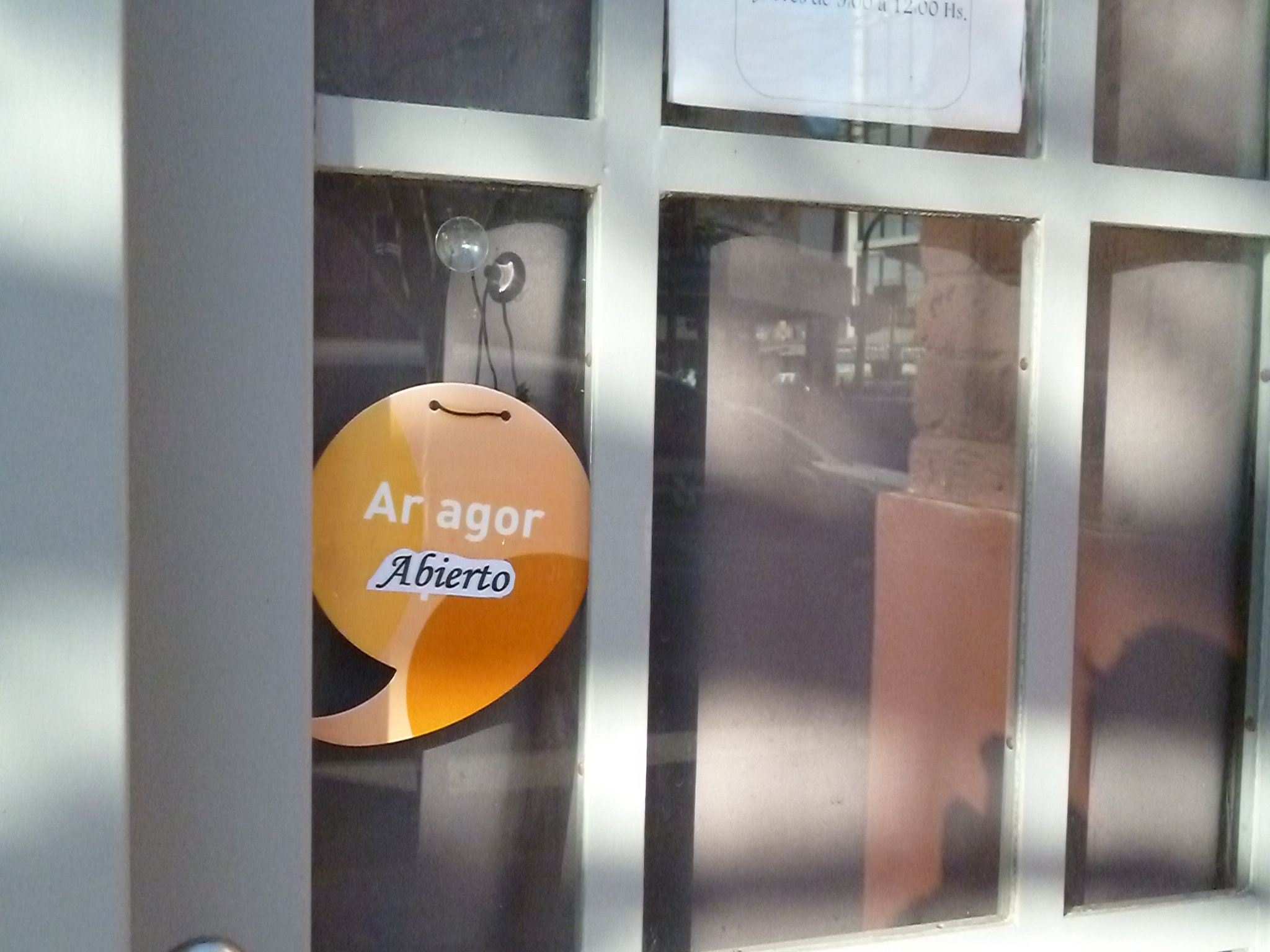
"Abierto" y "Ar agor" en la Sede del Eisteddfod del Valle del Chubut.

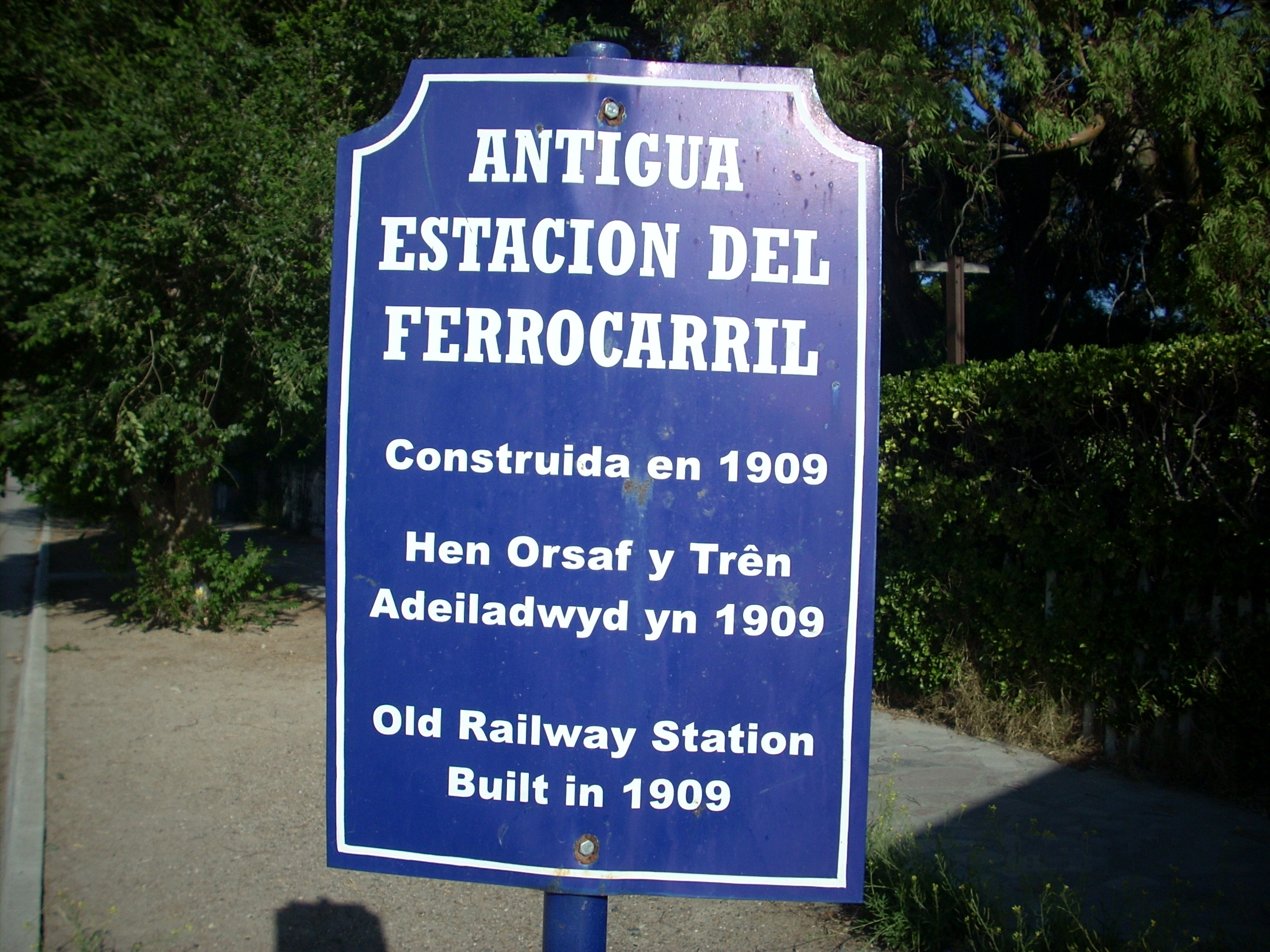
Cartel trilingüe en Gaiman.

El galés patagónico comparte muchos rasgos con el galés septentrional, pero su evolución independiente y la influencia del idioma español lo convierten en la tercera variedad principal de galés (los otros dos son el septentrional y el meridional, en el país de Gales). El idioma galés se habla en la Patagonia Argentina, principalmente en la colonia galesa del Chubut, donde vive la mayor comunidad galesa fuera de las islas británicas. Cabe mencionar también que varios topónimos de distintas partes de la provincia del Chubut son de origen galés.
Se calcula que entre 5000 y 12 500 personas lo hablaban como lengua materna hacia 2001, mientras que 25 000 personas lo tenían como segunda lengua, detrás del idioma español, hacia 1998. Ethnologue lo clasifica de categoría 5 (desarrollo), que significa que está en uso «vigoroso», «con literatura de forma estandarizada siendo utilizado por algunos, aunque no se ha generalizado ni es sostenible».

## Historia
Los galeses llegaron a la Patagonia en 1865. La razón de su migración era proteger a su cultura de origen galés y el idioma, algo que consideraban  amenazado en su Gales natal. En 2004, los hablantes de galés en la Argentina solicitaron el permiso del gobierno de Gales para acceder a programas de la televisión galesa, con el fin de fomentar el aprendizaje y la difusión de esta lengua.
A través de los años, el uso de la lengua galesa ha disminuido, y hubo un contacto escaso entre Gales y Chubut durante muchos años después de 1914. Las cosas comenzaron a cambiar cuando un gran número de personas de Gales visitó la Patagonia en 1965 para las celebraciones para conmemorar el centenario de la colonia. Desde entonces, ha habido un gran aumento en el número de visitantes de Gales: se envían maestros para ayudar en la enseñanza del idioma y en la formación de tutores locales, y hay algo de prestigio social en el conocimiento de la lengua (incluso entre personas que no son de ascendencia galesa). Este proyecto de enseñanza del idioma ha sido organizado y financiado por el Gobierno de Gales, el Consejo Británico, la Universidad de Cardiff y la Asociación Gales-Argentina. El Servicio Mundial de la BBC emitió programación en idioma galés para la Patagonia entre 1945 y 1946.
Para los festejos de los 150 años de la colonia galesa en Chubut en 2015, se realizaron diversos cursos de idioma galés. Además, se anunció en 2014 la realización de un censo del uso del idioma galés en la Argentina, llevado a cabo por la Comisión Organizadora de los festejos. Al mismo tiempo, el Consejo Deliberante de la localidad de Trevelin declaró de «interés turístico-cultural» un proyecto de señalización plurilingüe (español-galés-mapudungun) para colocar en los principales sitios de Trevelin.

## Usos

### Enseñanza en la actualidad

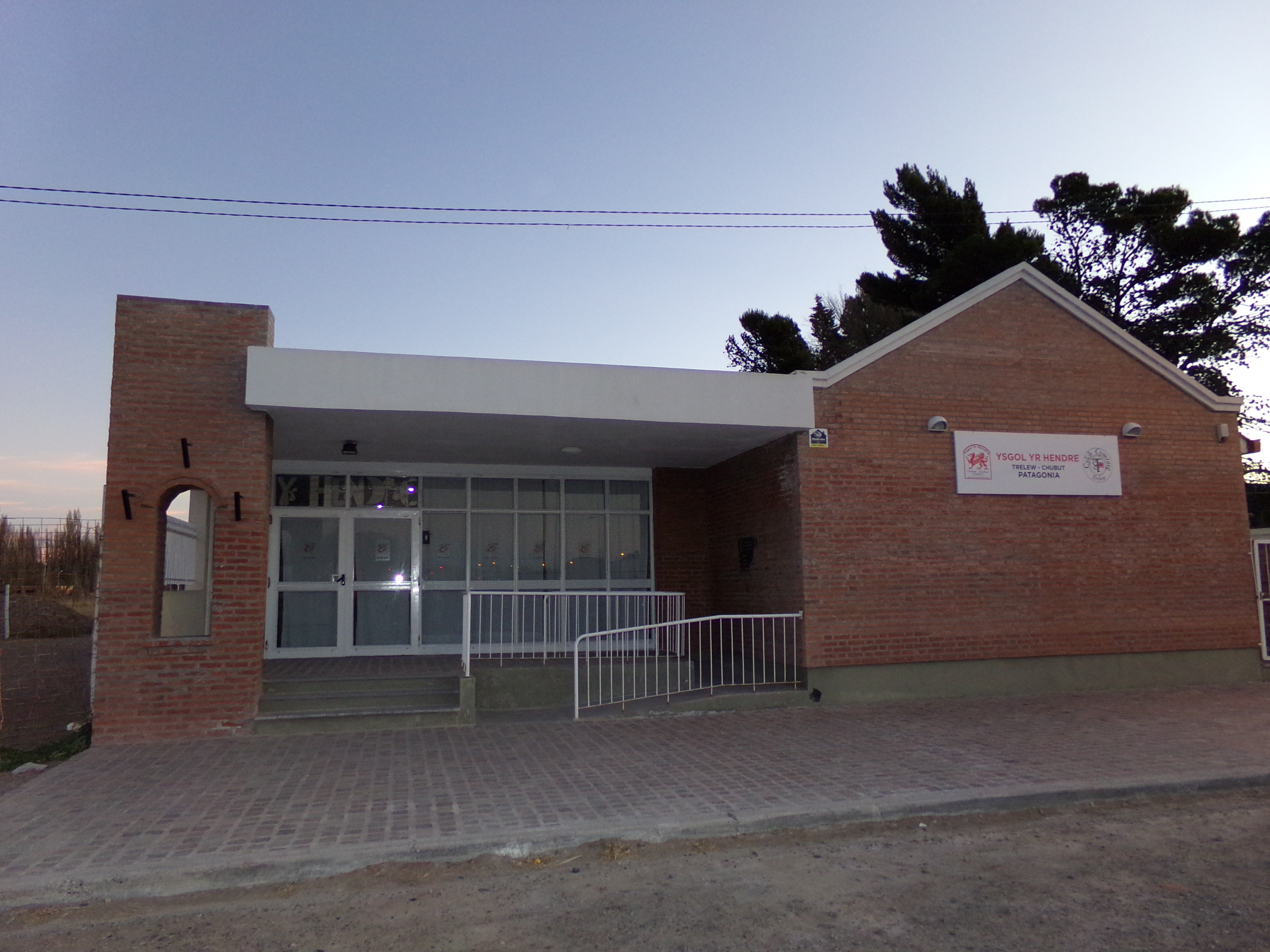
Escuela bilingüe galés-español Ysgol yr Hendre en Trelew.

Hacia 2005, había 62 clases de galés en Chubut y también el idioma estaba en el plan de estudios de un jardín de infancia, dos escuelas primarias y dos colegios de la zona de Gaiman (en entre ellos un colegio que data de 1899), como así también en una escuela bilingüe galés-español ubicada en Trelew y un colegio en Esquel. Las clases de galés en la región de los Andes se dan desde 1996. El Instituto de Galés de Trevelin y Esquel nació de un proyecto en conjunto de la Asamblea de Gales, el Concejo Británico y el Gobierno de la Provincia del Chubut.
Desde finales de la década de 1990, la Asociación Gales-Argentina lleva a cabo un programa para aumentar la enseñanza y uso del idioma galés en Chubut. Durante 15 años, el plan logró que surgiera un nuevo tipo de hablantes de galés en la Patagonia (hablantes galeses como segunda lengua, en su mayoría jóvenes). Hacia 1997, la mayoría de los estudiantes eran adultos y solo había un centro de enseñanza para niños. Cuatro años más tarde, había 263 horas de clases de galés por semana y 846 estudiantes, de los cuales el 87% eran niños y jóvenes (en Gaiman, el 95% de los asistentes a dicha clases tenía menos de veinte años de edad).
La Asociación Gales-Argentina también tiene entre sus funciones organizar viajes de intercambio de maestros y estudiantes entre Gales y Argentina: tiene un representante en la Comisión del Proyecto de enseñanza galesa del Consejo Británico que ha enviado maestros de galés a Chubut y apoya económicamente a un estudiante que asiste a un curso intensivo de idioma galés que se dicta anualmente. También posee vinculaciones con colegios y escuelas tanto en Gales como en Chubut, donde se subvenciona y se brinda apoyo a estudiantes.
En mayo de 2015, el gobierno local de Trelew anunció el dictado de clases intensivas de idioma galés gratuitas para los habitantes de la ciudad bajo el nombre de Cwrs Blasu («Saborear el idioma»). Ann-Marie Lewis, profesora galesa, viajó a la Patagonia exclusivamente para enseñar el idioma.

#### Escuelas bilingües galés-español
Para el 150° aniversario de la colonia, se creó en Trevelin una asociación para formar la primera escuela bilingüe español-galés del valle 16 de Octubre con el nombre de Ysgol Gymraeg yr Andes, que será pública, pero de gestión privada.

### Literatura y periodismo

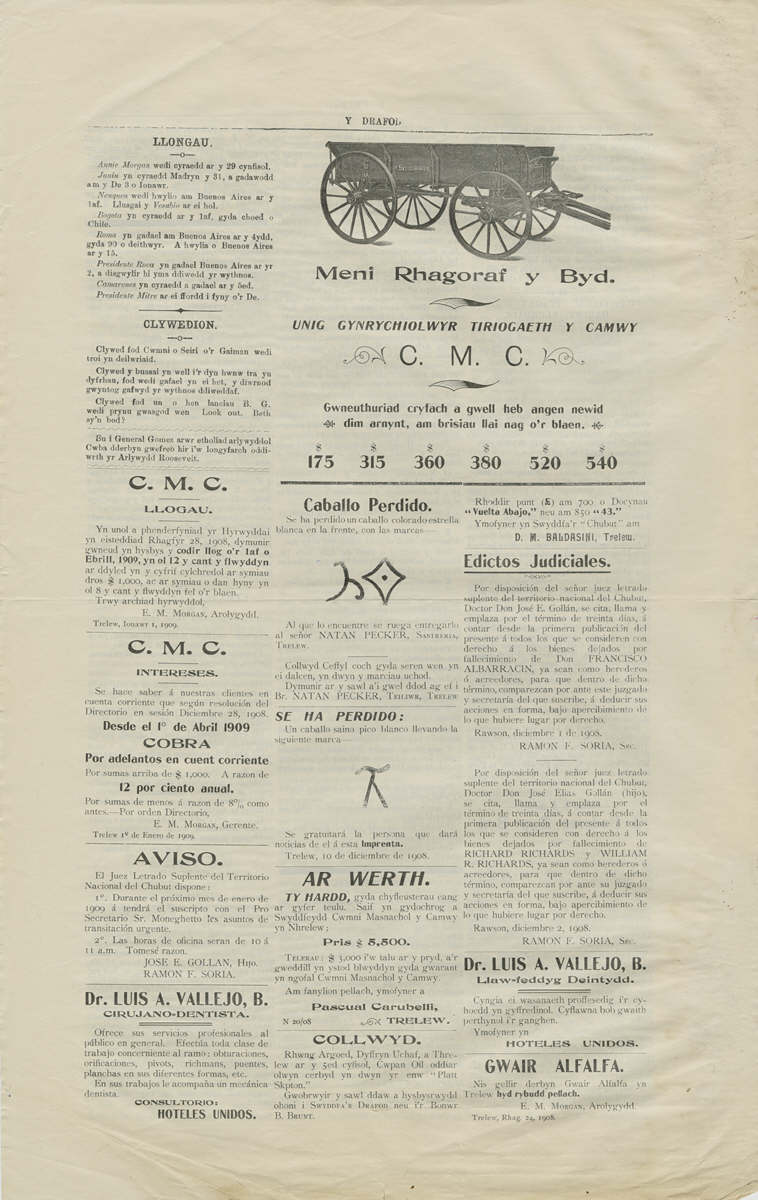
Periódico Y Drafod.

Poesías y libros de literatura, son publicados desde los primeros años de la colonia, mientras que los primeros periódicos, como el Y Drafod (bilingüe galés-español) datan desde la década de 1890.
Tal vez una de los principales escritores de la colonia fue Eluned Morgan, autora de varios libros, tales como Hacia los Andes (en galés: Dringo 'r Andes) son considerados clásicos. Mientras que R. Bryn Williams, fue otro escritor destacado, quien ganó la presidencia en el Eisteddfod Nacional y también fue el autor de varias novelas, incluyendo Banddos de los Andes. Entre los escritores en los últimos tiempos, se puede observar la figura de Irma Hughes de Jones.
Se han publicado varios volúmenes de memorias sobre la Patagonia, entre ellos Memorias de la Patagonia (1980) de R. Bryn Williams, que incluye ensayos de muchos residentes de la Colonia, Atracciones de la Patagonia (1984) de Mariano Elías, sobre la base de entrevistas con Fred Green, Memorias de la Patagonia (1985) de Valmai Jones y Nel fach y bwcs (1992) por Margaret Lloyd Jones. Mientras que, Sian Eirian Rees Davies ganó el Daniel Owen Memorial Prize en 2005 con I Fyd Sy Well, una novela histórica sobre los inicios de la colonia en la Patagonia. Muchos libros existentes sobre la colonia son tanto en español como en galés.

### Eisteddfod

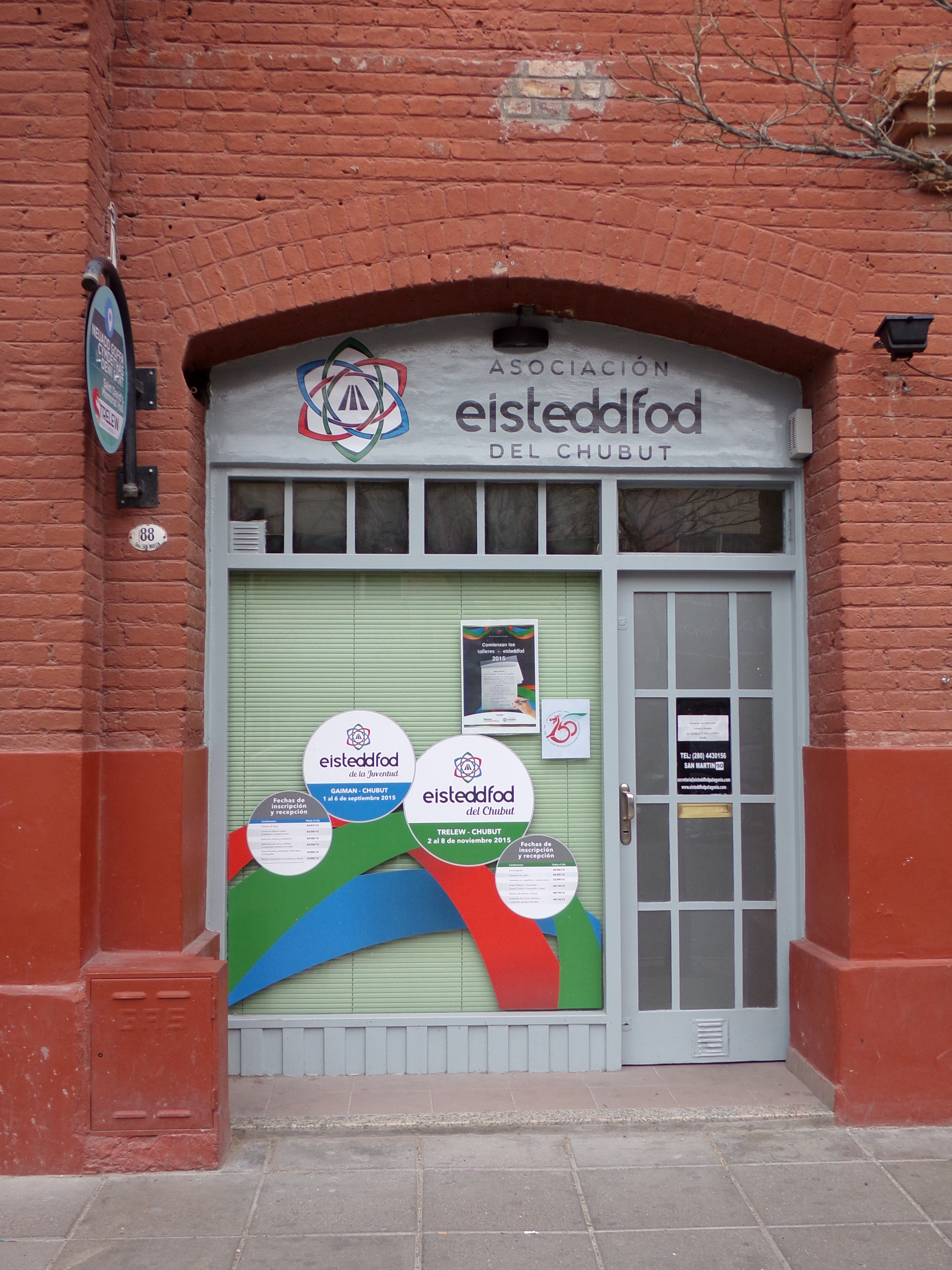
Sede del Eisteddfod del Valle del Chubut en el Salón San David de Trelew.

El Eisteddfod es un festival literario musical muy popular en Gales. Con la llegada de los colonos a la Argentina, también se inició el festival en la región, el cual se celebra dos veces al año hasta la actualidad. En septiembre se realiza el Eisteddfod de jóvenes en Gaiman y en octubre el de adultos. También son realizados en Trevelin, Dolavon y Puerto Madryn. Las competencias se realizan tanto en galés como en español.

## Toponimia galesa de sitios patagónicos

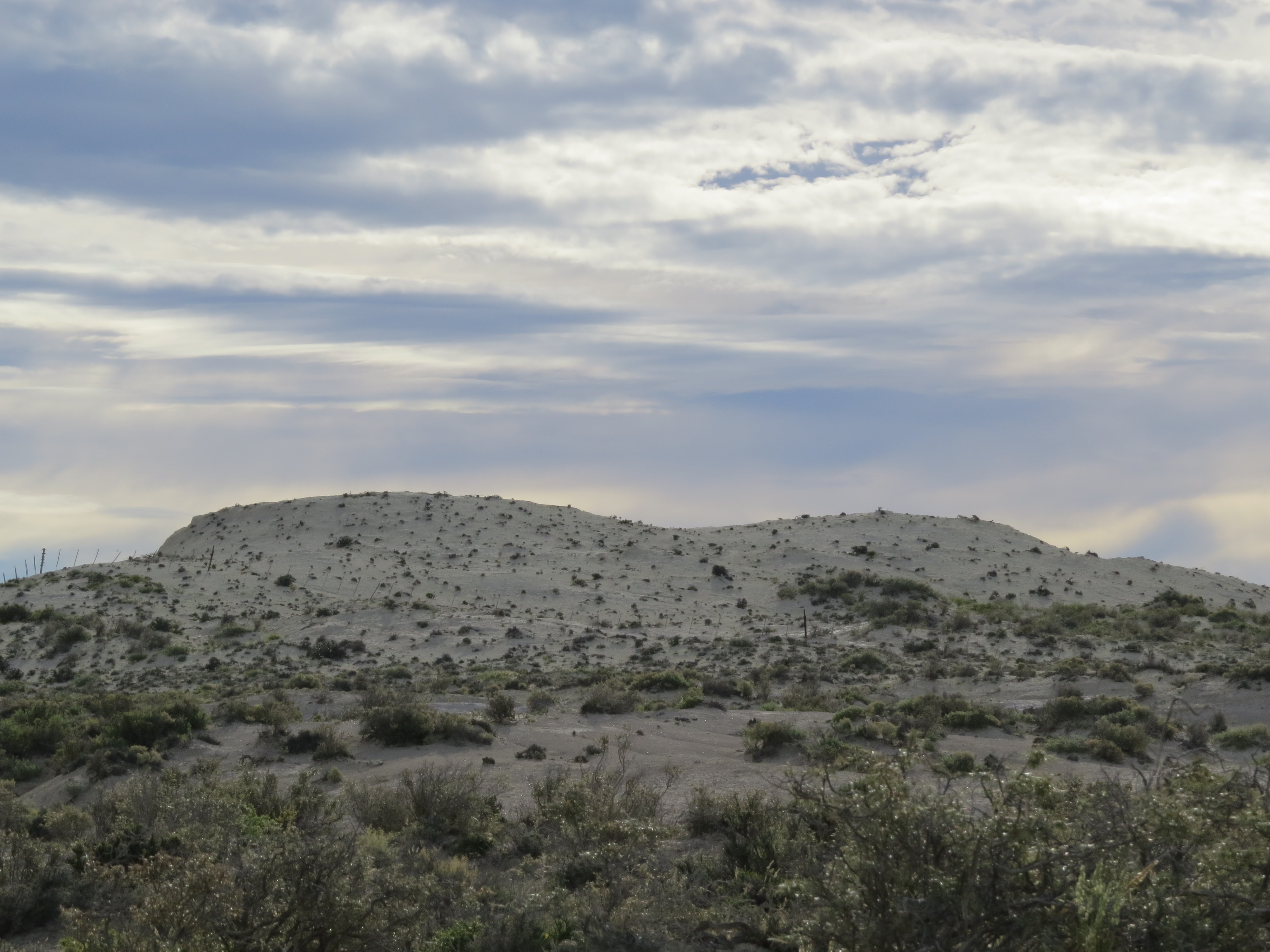
Loma Blanca (en galés Bryn Gwyn) al sur de Gaiman.

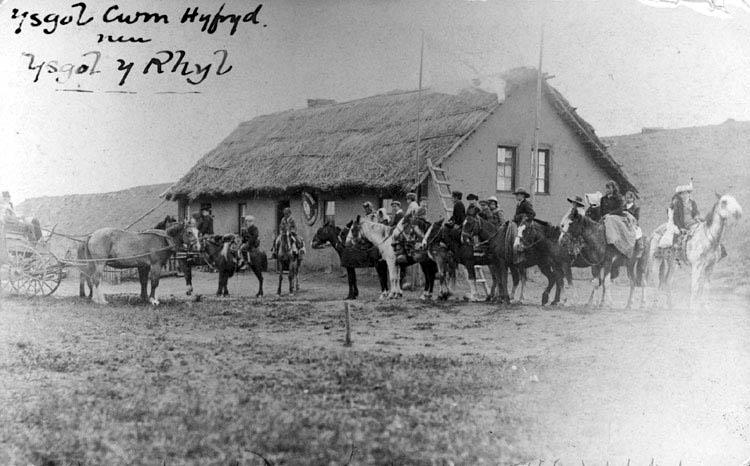
Fotografía original de la Escuela del valle 16 de Octubre (Ysgol Cwm Hyfryd) con inscripciones en galés.

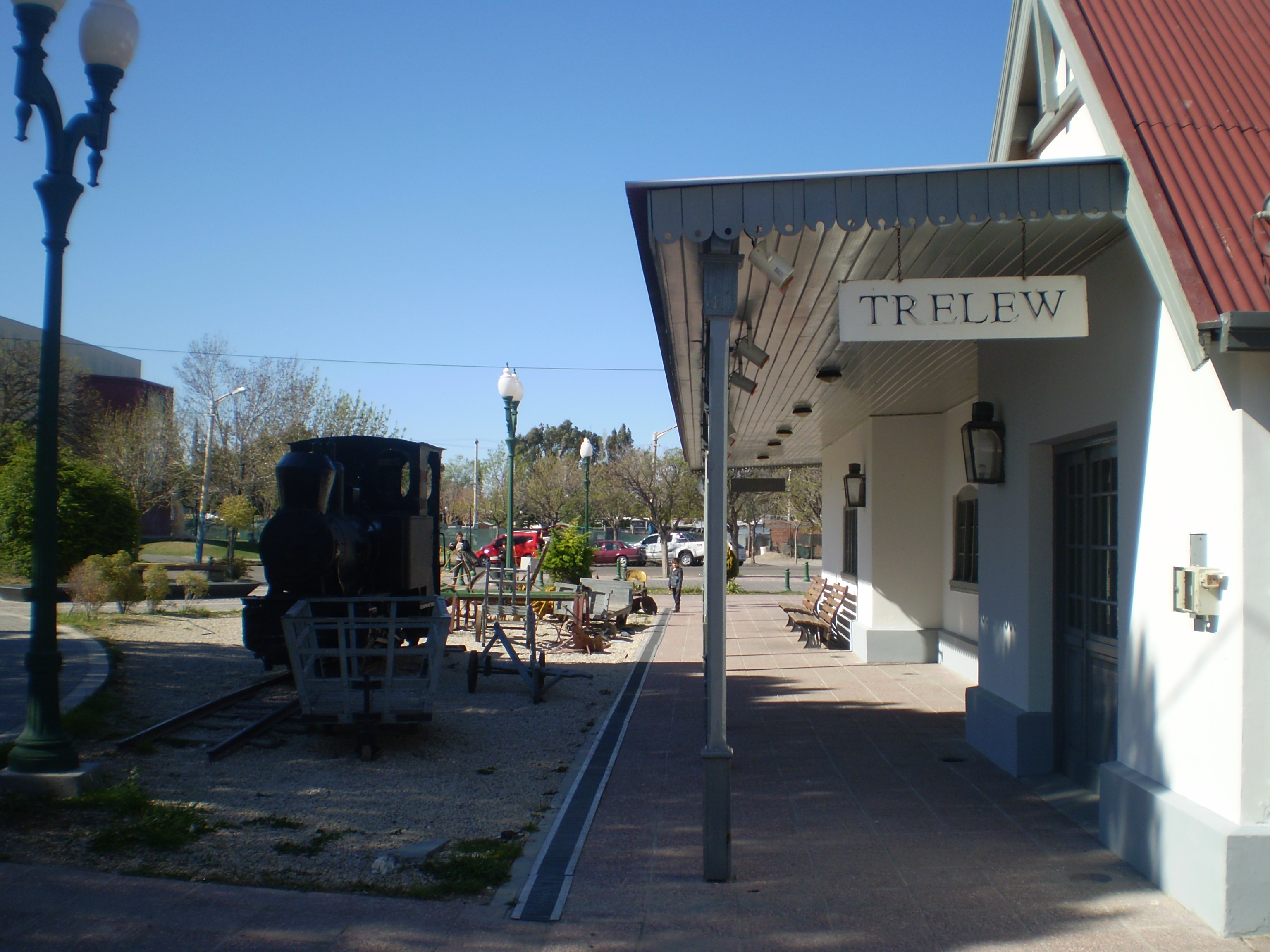
Andén de la ex estación Trelew («pueblo de Luis»).

Cuando los colonos galeses llegaron a la Patagonia, no tuvieron contacto inmediato con los nativos tehuelches o mapuches que ya tenían toponimia propia para la región. Debido a ello, necesitaron distinguir de alguna forma los paisajes de su nuevo hogar.
Puerto Madryn fue el primer topónimo galés. El nombre de la ciudad rememora a Love Jones Parry, barón de Madryn en Gales. El topónimo se originó hacia fines de 1862, cuando Love Jones Parry, acompañado por Lewis Jones viajaron a la Patagonia a bordo del navío Candelaría para decidir si esa región era adecuada para una colonia galesa.
En el valle del río Chubut, algunos de los topónimos de localidades y áreas rurales surgieron por las particularidades del terreno (como Bryn Gwyn, «loma blanca», o Tyr Halen, «tierra salada»), por los nombres de las chacras donadas por el gobierno argentino, o por alguna capilla erigida en el área (como el caso de Bethesda o Ebenezer). También existen homenajes a personas, como Trelew, donde «Lew» es apócope de Lewis Jones; o nombres compuestos derivados de características geográficas (por ejemplo, Dolavon, donde «Dol» es prado o vuelta y «avon», río) o incluso por edificaciones (como Trevelin, donde «Tre» es pueblo y «velin», molino, por el molino harinero de John Daniel Evans).
Algunos de los bautizos realizados por los galeses perduraron y otros se perdieron. En 2015 surgió un proyecto llamado Gorsedd y Cwmwl, destinado a restituir el nombre original del cerro Trono de las Nubes puesto por los primeros galeses que habitaron el valle 16 de Octubre y olvidado por la población, puesto que la montaña también recibe el nombre de «La Monja».
| Español                              | Galés | Inglés                                      |
| ------------------------------------ | --- | ------------------------------------------- |
| Argentina                            | Yr Ariannin | The Argentine / Argentina                   |
| Arroyo de los Saltos                 | Nant y Fall (topónimo híbrido, gal. nant «arroyo», ing. fall «cascada» o «salto»)                                              | Brook Jumps                                 |
| Arroyo Pescado                       | Nant y Pysgod | Stream of the Fishes                        |
| Bajo de los Huesos                   | Pant yr Esgyrn (lit. hueco de los huesos)                                                                                      | Bone Hollow                                 |
| Cajón de Ginebra                     | Bocs Gin | Sorry Gin / Crate of Gin                    |
| Cañada Negra                         | Glyn Du | Black Glen                                  |
| Cerro Cóndor                         | Craig yr Eryr (lit. roca de las águilas)                                                                                       | Eagle Hill                                  |
| Cerro Ojo Negro                      | Trofa Llygad Du | Black Eye                                   |
| Cerro Trono de las Nubes             | Gorsedd y Cwmwl | Throne Cloud Hill                           |
| Dique Florentino Ameghino / El Dique | Yr Argae | The Dam / Florentino Ameghino Dam           |
| Estepa patagónica                    | Y Paith (lit. la pradera) | Patagonian steppe                           |
| Fuerte Aventura                      | Caer Antur | Fort Adventure                              |
| La Angostura                         | Lle Cul (lit. lo estrecho) | Narrow Place                                |
| Laguna de Aaron                      | Llyn Aaron | Aaron Lagoon                                |
| Laguna/Bajo del Diablo               | Llyn y Gwr Drwg (lit. laguna del malo)                                                                                         | Devil Lagoon                                |
| Laguna Grande                        | Llyn Mawr | Big Lagoon                                  |
| Las Plumas                           | Dôl y Plu (lit. prado de las plumas)                                                                                           | Meadow of the Feathers                      |
| Loma Blanca                          | Bryn Gwyn | White Hill                                  |
| Loma María                           | Bryniau Meri | Mary Hill                                   |
| Loma Redonda                         | Bryn Crwn | Rounded Hill                                |
| Pampa de Agnia y Laguna de Agnia     | Llyn Ania / Pant y Ffwdan (lit. hueco de las molestias)                                                                        | Ania Lake                                   |
| Paso de Indios                       | Rhyd yr Indiaid | Ford of the Indians                         |
| Paso Berwyn                          | Rhyd Berwyn | Ford Berwyn                                 |
| Península Valdés                     | Gorynys Valdés | Valdés Peninsula                            |
| Provincia del Chubut                 | Talaith Chubut / Camwy | Chubut Province                             |
| Provincia de Río Negro               | Talaith Afon Ddu | Black River Province                        |
| Provincia de Santa Cruz              | Talaith Y Groes Wen (lit. provincia de la cruz blanca)                                                                         | Saint Cross Province                        |
| Pueblo de Luis                       | Trelew | Trelew / Lewtown                            |
| Pueblo del Molino                    | Trevelin | Mill Village                                |
| Puerto Madryn                        | Porth Madryn | Port Madryn                                 |
| Punta Cuevas                         | Penrhyn yr Ogofâu | Caves Point                                 |
| Rawson                               | Trerawson | Rawsontown                                  |
| Río Chico                            | Afon Fach | Little River                                |
| Río Chubut                           | Afon Camwy (lit. río torcido]                                                                                                  | Swirling River                              |
| Río Corintos                         | Aber Gyrants (topónimo híbrido, gal. aber «estuario», ing. currants «uva de Corinto» con ortografía galesa y mutación inicial) | Estuary of the Currants (N.B. NOT Currents) |
| Sierra Chata                         | Craig y Werfa (lit. roca de Werfa)                                                                                             | Rock Werfa                                  |
| Tecka                                | Hafn Lâs (lit. río azul) | Canyon Lâs                                  |
| Tierra Salada / Veintiocho de Julio  | Tyr Halen | Salt Land                                   |
| Torre José                           | Tŵr Joseph | Joseph Tower                                |
| Tres Sauces                          | Tair Helygen | Three Willow                                |
| Valle 16 de Octubre                  | Cwm Hyfryd / Bro Hydref (lit. valle hermoso)                                                                                   | Beautiful Valley / October Valley           |
| Valle de Los Altares                 | Dyffryn yr Allorau | Valley of the Altars                        |
| Valle de los Mártires                | Dyffryn y Merthyron / Rhyd y Beddau (lit. vado de las sepulturas)                                                              | Valley of the Martyrs                       |
| Valle inferior del río Chubut        | Dyffryn Camwy | Chubut Valley / Swirling Valley             |
| Valle Frío                           | Dyffryn Oer | Cold Valley                                 |
| Vuelta/Prado del río                 | Dolavon | Back River                                  |